# Ludwig von Sobbe
Ludwig Karl Heinrich von Sobbe (* 9. März 1835 in Trier; † 7. November 1918 in Charlottenburg) war ein preußischer General der Infanterie.

## Leben

### Herkunft
Ludwig war Angehöriger des westfälischen Adelsgeschlechts Sobbe und Sohn des späteren preußischen Generalmajors Dietrich Karl Heinrich von Sobbe (1796–1877) und dessen Ehefrau Johanna, geborene von Gaertner (1803–1843).

### Militärkarriere
Nach Besuch des Gymnasiums in Bonn und der Kadettenanstalten in Wahlstatt und Berlin trat Sobbe am 26. April 1853 als Sekondeleutnant in das Garde-Schützen-Bataillon der Preußischen Armee ein. Von Oktober 1858 bis Juni 1861 wurde er zur Kriegsakademie kommandiert und 1860 als Premierleutnant in das Jägerbataillon Nr. 2 versetzt. 1865 wurde er als Hauptmann und Kompaniechef zum Jägerbataillon Nr. 5 versetzt.
Während des Feldzuges 1866 war Sobbe an den Schlachten bei Nachod, Skalitz und Königgrätz beteiligt. 1870 erfolgte seine Verwendung als Major beim Generalstab des XI. Armee-Korps in Kassel.
Im Deutsch-Französischen Krieg 1870/71 nahm Sobbe an den Schlachten von Weißenburg, Wörth und Sedan, der Beschießung von Pfalzburg sowie an der Belagerung von Paris teil. Für sein Verhalten erhielt er beide Klassen des Eisernen Kreuzes. 
Am 19. August 1872 kam er dann in den Generalstab der 21. Division, wurde am 31. Dezember 1873 in den Großen Generalstab versetzt und hier am 18. Januar 1875 zum Oberstleutnant befördert. Als solcher folgte am 1. Juni 1875 seine Ernennung zum Chef des Generalstabes des XIII. (Königlich Württembergisches) Armee-Korps in Stuttgart. Ein knappes Jahr nach seiner Beförderung zum Oberst wurde Sobbe am 11. Februar 1879 Kommandeur des Oldenburgischen Infanterie-Regiments Nr. 91 und Anfang März mit dem Ritterkreuz des Königlichen Hausordens von Hohenzollern ausgezeichnet. Am 24. Januar 1882 übernahm er als Chef den Generalstab des VIII. Armee-Korps in Koblenz und stieg dort zwei Jahre später zum Generalmajor auf. Als solcher war Sobbe vom 1. Juni 1885 bis 9. August 1888 Kommandeur der 40. Infanterie-Brigade sowie Oberbefehlshaber über die im Herzogtum Braunschweig stehenden Truppen. Noch vor Ablauf seiner Dienstzeit dort wurde Sobbe am 4. August 1888 zum Generalleutnant befördert. Er erhielt dann das Kommando über die 1. Garde-Division in Berlin und am 21. Januar 1889 durch die Verleihung des Großkreuzes des Ordens Heinrichs des Löwen gewürdigt. Den Großverband gab Sobbe am 3. November 1890 ab und wurde dann zum Gouverneur von Straßburg ernannt. In dieser stellung erhielt er anlässlich des Ordensfestes im Januar 1891 den Kronenorden I. Klasse mit Schwertern.
Unter Verleihung des Roten Adlerordens I. Klasse mit Eichenlaub wurde Sobbe am 16. Januar 1892 mit Pension zur Disposition gestellt. Wilhelm II. verlieh ihm am 2. September 1892 den Charakter als General der Infanterie. Außerdem erhielt er die Erlaubnis zum Tragen der Uniform des Garde-Schützen-Bataillons.
Seine letzte Ruhestätte befindet sich nach Umbettung auf dem Südwestkirchhof Stahnsdorf.

### Familie
Sobbe hatte sich am 22. Februar 1866 in Berlin mit Pauline Dietz (1844–1904) verheiratet. Aus der Ehe ging mehrere Kinder hervor, darunter der spätere deutsche Generalmajor Dietrich von Sobbe (1868–1939), der selbst unvermählt blieb.